# La Paz (departamento de Entre Ríos)

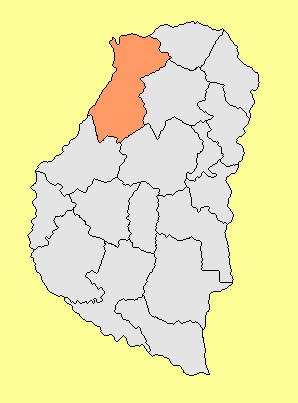
Departamento de La Paz - Argentina

La Paz é um departamento da província de Entre Ríos, na Argentina. É o quinto mais extenso, com uma área de 6.500 km².